# مراد وهبة
مراد وهبه جبران ولد في 13 أكتوبر 1926 في مدينة أسيوط في مصر. درس الفلسفة في جامعات القاهرة وعين شمس، ونال الدكتوراة من جامعة الأسكندرية. عمل كبروفيسور وأستاذ الفلسفة في جامعة عين شمس وعضو في مجموعة من الأكاديميات والمنظمات الدولية المرموقة كما أنه المؤسس ورئيس الجمعية الدولية لابن رشد والتنوير عام 1994م. اسمه مذكور في موسوعة الشخصيات العالمية حيث يعتبر من بين ال500 شخصية الأكثر شهرة في العالم.

## فكره ونشاطاته
هو عضو في عدة منظمات دولية منها الأكاديمية الإنسانية والاتحاد الدولي للجمعيات الفلسفية إضافة الي المجلس الأعلى للثقافة المصري.
يعرف عن الدكتور مراد وهبة دعوته لضرورة إحياء فلسفة ابن رشد بوصفها «..أداة لجسر الهوة بين الغرب والمجتمع الإسلامي بعد أحداث الحادي عشر من سبتمبر ونجاح ابن رشد في البيئة الأوربية من خلال فلسفة 'الرشدية اللاتينية' التي أسهمت كثيرا في تأسيس العقلانية الأوروبية، وماتولد عنها من إصلاح ديني في القرن ال 16، وتنوير في القرن ال 18 حيث وظفت بشكل واسع آراء ابن رشد الداعية إلي إعمال العقل في فهم النص وفي الحوار الإيجابي بين الناس، وان هذه الروح هي مايجب أن يسود حوار الغرب والشرق لأنها أساس السلام في أي منطقة من مناطق الأرض...».

## بعض من مؤلفاته
- المذهب في فلسفة برجسون (1960)
- محاورات فلسفية في موسكو (1977)
- فلسفة الإبداع (1996)
- مستقبل الأخلاق (1997)
- جرثومة التخلف (1998)
- ملاك الحقيقة المطلقة (1998)
- الأصولية والعلمانية (2005)
- قصة الفلسفة
- مسار فكر - الهيئة المصرية العامة للكتاب
- المعجم الفلسفي، صدرت له 5 طبعات، آخرها سنة 2007 عن دار قباء بالقاهرة.[5]